# بنفشه فرانک اسمیت
 بنفشه فرانک اسمیت(نام علمی: Viola frank-smithii) نام یک گونه از سرده بنفشه است.